# George Orwell
George Orwell (pravo ime Eric Arthur Blair), angleški pisatelj, * 25. junij 1903, Motihari, Bengalija, Indija, † 21. januar 1950, London, Anglija.

## Življenje
Eric Arthur Blair se je rodil angleškemu uradniku v Indiji. Mati ga je pri enem letu starosti pripeljala v Anglijo, očeta pa je zopet videl šele pri starosti 4 let. Imel je dve sestri. Svojo družino je kasneje humoristično opisal kot pripadnico »spodnje-zgornjega-srednjega« razreda. Med drugim je študiral tudi na kolidžu Eton in bil kraljevi štipendist. 
Po šolanju se je zaposlil kot policist v Burmi, vendar je službo pustil in se vrnil v Anglijo, ker je zasovražil imperializem. Svoj psevdonim je leta 1933 izbral po imenu tedanjega britanskega kralja, Jurija V. (sv. Jurij je tudi zaščitnik Anglije) in po reki Orwell v grofiji Suffolk, ki je bila ena pisateljevih najljubših krajev v domovini. V tem času je živel revno, včasih celo brez domovanja. Preživljal se je s priložnostnimi deli in kot učitelj. Udeležil se je španske državljanske vojne. Med drugo svetovno vojno je delal za BBC in se ob tem zavedal, da sodeluje pri ustvarjanju propagande, zato je dobro plačano delo opustil. Leta 1944 je dokončal svojo znano alegorično novelo Živalska farma (Animal Farm). Od dohodkov, ki mu jih je prineslo uspešno delo, je prvič v odrasli dobi udobno živel. Leta 1949 je izšla še distopična novela 1984 (Nineteen Eighty-Four). 
Umrl je pri 46 letih za tuberkulozo, ki si jo je verjetno nakopal v letih revščine. Velik del zadnjih treh let življenja je preživel v bolnišnicah.

## Delo
Orwell je bil v svojem času najbolj znan po novinarskem delu. Napisal je tudi številne eseje. 
Dandanes Orwella najbolj poznamo kot romanopisca, posebej po Živalski farmi in 1984. Prvi roman imamo za alegorični prikaz skvaritve socialističnih idej za časa vladavine stalinizma v Rusiji. Živali na kmetiji preženejo kmeta s posestva in kmetijo upravljajo sami. Sprva so vsi enakopravni, nato pa prašiči prevzamejo oblast, eden od njih pa postane veliki vodja. Enakopravnost vse bolj izgineva, na koncu pa je tudi uradno več ni. Orwell je sicer zanikal, da bi se roman nanašal na stalinizem, vendar vemo, da se je iz španske državljanske vojne vrnil kot protistalinist in protikomunist. Kljub temu je do konca življenja ostal levičar in samega sebe imenoval »demokratični socialist«.
Roman 1984 naj bi bilo Orwellovo preroško videnje rezultatov totalitarizma. Pisatelj Anthony Burgess je v knjigi 1985 skušal dokazati, da je Orwell želel predvsem posplošiti tendence vodenja obkoljenega Otoka in jih nato podaljšati v neskončno nikoli prav končano vojno. Burgess je namreč vse pojave funkcionalnega jezika in nadzora opažal tudi v Združenem kraljestvu.